# Bergkåtatjärnen
Bergkåtatjärnen är en sjö i Arvidsjaurs kommun i Lappland och ingår i Skellefteälvens huvudavrinningsområde. Sjön har en area på 0,0449 kvadratkilometer och ligger 416,2 meter över havet.

## Delavrinningsområde
Bergkåtatjärnen ingår i det delavrinningsområde (724919-167178) som SMHI kallar för Ovan Djupbäcken. Medelhöjden är 398 meter över havet och ytan är 15,6 kvadratkilometer. Räknas de 5 avrinningsområdena uppströms in blir den ackumulerade arean 60,34 kvadratkilometer. Petikån som avvattnar avrinningsområdet har biflödesordning 2, vilket innebär att vattnet flödar genom totalt 2 vattendrag innan det når havet efter 129 kilometer. Avrinningsområdet består mestadels av skog (72 procent) och sankmarker (24 procent). Avrinningsområdet har 0,35 kvadratkilometer vattenytor vilket ger det en sjöprocent på 2,2 procent.